# Epiplatymetra coloradaria
Epiplatymetra coloradaria är en fjärilsart som beskrevs av Augustus Radcliffe Grote 1867. Epiplatymetra coloradaria ingår i släktet Epiplatymetra och familjen mätare. Inga underarter finns listade i Catalogue of Life.